# Ангел Марков
Ангел Марков Куртев, повече известен като Ангел Марков, е български партизанин, офицер, генерал-майор.

## Биография
Роден е на 25 септември 1916 г. или през септември 1918 г. в ямболското село Овчи кладенец. Член е на РМС от 1941 г. и на БКП от 1943 г. От септември 1936 до май 1941 г. учи в Ямболската гимназия. След това работи при родителите си. През септември 1941 г. е мобилизиран и служи в четвърти конен полк. През декември същата година се записва в Школата за запасни офицери. Арестуван е през април 1942 г., но освободен и откомандирован в полка си. След това остава на служба в полка до септември 1943 г. През това време не поддържа връзки с РМС. От септември 1943 до януари 1944 г. работи в родното си село при родителите си и поддържа връзка с партизаните и организацията на РМС. През януари отново е мобилизиран и изпратен на турската граница, откъдето през май избягва с двама други войници и се присъединява към партизански отряд „Петър Момчилов“, а после и към партизански отряд „Хаджи Димитър“. Като партизанин е бил командир на група и заместник-командир на чета.
След 9 септември 1944 г. е помощник-командир на четвърти конен полк. С полка участва в Нишката операция. Между март 1945 и май 1947 г. е инструктор при политически отдел на втора конна дивизия. За 1 месец между май и юни 1947 г. е помощник-командир на гвардейската конна бригада. В периода юни 1947-декември 1948 г. е инспектор в специалния отдел при щаба на първа армия. От декември 1948 до февруари 1950 г. е началник на специално отделение при щаба на първа свързочна дивизия. Между февруари 1950 и декември 1951 г. е началник на специалния отдел в щаба на първа армия. От ноември 1951 г. до януари 1954 г. учи във Военната академия в София. Между януари и юни 1954 г. е на служба в поделение 35440. От юни 1954 г. е военен аташе в Белград, а от 1961 г. е военен аташе в Анкара. От 1956 до 1971 г. като полковник е заместник-началник на Разузнавателното управление от Генералния щаб.. От 1974 до пенсионирането през 1987 г. е първи заместник-началник на Разузнавателното управление. От 1974 г. е генерал-майор. Награждаван е с орден „За храброст“, IV ст., 2 кл. Умира на 15 юли 2009 г. в София.